# Ceylon-Hutaffe
Der Ceylon-Hutaffe (Macaca sinica) ist eine Primatenart aus der Gattung der Makaken innerhalb der Familie der Meerkatzenverwandten (Cercopithecidae). Er ist auf Sri Lanka (früher Ceylon) endemisch. Seinen Namen verdankt er ebenso wie der nahe verwandte Indische Hutaffe der auffälligen Haarkrone auf dem Kopf.

## Beschreibung
Mit einer Kopfrumpflänge von rund 40 bis 55 cm und einem Gewicht von nur maximal 8,4 kg ist der Ceylon-Hutaffe der kleinste seiner Gattung. Sein kurzes Fell ist an der Oberseite graubraun gefärbt und an der Unterseite weißlich. An der Kopfoberseite hat er zwei braune oder schwarze Haarschöpfe, die nach außen gerichtet und in der Mitte gescheitelt sind. Das nackte Gesicht ist braun gefärbt und der Schwanz ist ebenso lang oder länger als der Körper.

## Lebensweise
Ceylon-Hutaffen sind tagaktive Waldbewohner, die sowohl tropische Regenwälder als auch Gebirgswälder bis zu einer Höhe von 2200 m bewohnen. Sie verbringen einen Teil des Tages auf dem Boden, kehren zum Schlafen jedoch meist auf die Bäume zurück.
Sie leben in rund 30- bis 40-köpfigen Gruppen, die aus rund doppelt so vielen Weibchen wie Männchen bestehen. Innerhalb der Männchen herrscht eine strenge Hierarchie, die sich in der Reihenfolge der Futtersuche und in der Fellpflege ausdrückt. Während Weibchen in der Gruppe bleiben, in der sie geboren wurden, müssen Männchen nach Erreichen der Geschlechtsreife ihre Gruppe verlassen. Manchmal schließen sie sich mit anderen zu reinen Männertrupps zusammen. Es sind territoriale Tiere, die ihr oft mehrere Hundert Hektar großes Revier gegenüber anderen Gruppen verteidigen.
Diese Primaten ernähren sich in erster Linie von Früchten, Samen, Insekten und Gräsern.

Verbreitungskarte des Ceylon-Hutaffen

## Fortpflanzung
Im Gegensatz zu anderen Makakenarten gibt es bei Hutaffen keine Regelschwellung, das ist das Anschwellen des nackten Gesäßbereiches bei Weibchen in fruchtbaren Zeiten. Innerhalb der Gruppe herrscht Promiskuität, jedes Männchen paart sich mit mehreren Weibchen und umgekehrt. Nach rund 160- bis 170-tägiger Tragzeit kommt ein Jungtier zur Welt. Die Väter beteiligen sich nicht an der Aufzucht der Jungen. Die Entwöhnung erfolgt nach rund einem Jahr und nach 3 bis 6 Jahren sind Jungtiere geschlechtsreif. Die Lebenserwartung der Hutaffen beträgt in freier Natur rund 20 Jahre.

## Bedrohung
Ceylon-Hutaffen haben sich zu einem gewissen Grad an die Menschen angepasst, sie plündern manchmal Plantagen und Felder. Hauptbedrohung stellen die Rodung der Wälder und der damit verbundene Verlust des Lebensraumes dar. Aufgrund seines kleineren Verbreitungsgebietes wird der Ceylon-Hutaffe von der IUCN als gefährdet (vulnerable) gelistet.